# Syngonanthus garimpensis
Syngonanthus garimpensis är en gräsväxtart som beskrevs av Silveira. Syngonanthus garimpensis ingår i släktet Syngonanthus och familjen Eriocaulaceae. Inga underarter finns listade i Catalogue of Life.